# Lena Arnaud
Lena Arnaud (* 3. Oktober 1996) ist eine ehemalige französische Biathletin.
Lena Arnaud gab ihr internationales Debüt bei den Biathlon-Juniorenweltmeisterschaften 2014 in Presque Isle. Im Einzel erreichte sie den 22. Platz, wurde 14. des Sprints und verpasste im auf dem Sprint folgenden Verfolgungsrennen als Viertplatzierte nach ihrer Mannschaftskameradin Estelle Mougel nur um einen Rang eine Medaille. Im Staffelrennen gewann sie mit Mougel und Julia Simon die Goldmedaille. Seit der Saison 2014/15 gehört sie dem Juniorinnen-Nationalkader Frankreichs an.
Ihr Debüt bei den Frauen gab Arnaud 2014 in Obertilliach im IBU-Cup. Im ersten Einzel gewann sie als 34. sofort Punkte. Im Mixed-Staffelrennen erreichte sie gemeinsam mit Chloé Chevalier, Baptiste Jouty und Antonin Guigonnat erstmals das Podium.